# 12e cérémonie des Boston Society of Film Critics Awards
La 12e cérémonie des Boston Society of Film Critics Awards, décernés par la Boston Society of Film Critics, a eu lieu le 26 décembre 1991, et a récompensé les films réalisés dans l'année.

## Palmarès

### Meilleur film
- Le Silence des agneaux (The Silence of the Lambs)

### Meilleur réalisateur
- Jonathan Demme pour Le Silence des agneaux (The Silence of the Lambs)

### Meilleur acteur
- Nick Nolte pour le rôle de Tom Wingo dans Le Prince des marées (The Prince of Tides)

### Meilleure actrice
- Geena Davis pour le rôle de Thelma Yvonne Dickinson dans Thelma et Louise

### Meilleur acteur dans un second rôle
- Anthony Hopkins pour le rôle de Hannibal Lecter dans Le Silence des agneaux (The Silence of the Lambs)

### Meilleure actrice dans un second rôle
- Mercedes Ruehl pour le rôle de Anne Napolitano dans Fisher King - Le roi pêcheur (The Fisher King)

### Meilleur scénario
- Le Festin nu (Naked Lunch) – David Cronenberg

### Meilleure photographie
- Le Silence des agneaux (The Silence of the Lambs) – Tak Fujimoto

### Meilleur film en langue étrangère
- Europa Europa (Hitlerjunge Salomon) •  France /  Pologne /  Allemagne

### Meilleur film documentaire
- Paris Is Burning